# Puiggariella
Puiggariella is een geslacht van zakjeszwammen behorend tot de familie Strigulaceae. De typesoort is Phyllocraterina papuana.

## Soorten
Volgens Index Fungorum telt het geslacht vijf soorten (peildatum februari 2023):
| Soortnaam                | Auteur(s)                                   | Publicatiejaar |
| ------------------------ | ------------------------------------------- | -------------- |
| Puiggariella apiahyna    | Speg.                                       | 1881           |
| Puiggariella confluens   | (Müll. Arg.) S.H. Jiang, Lücking & J.C. Wei | 2020           |
| Puiggariella hypothelia  | (Nyl.) S.H. Jiang, Lücking & Sérus.         | 2020           |
| Puiggariella nemathora   | (Mont.) S.H. Jiang, Lücking & J.C. Wei      | 2020           |
| Puiggariella nigrocincta | (Müll. Arg.) S.H. Jiang, Lücking & J.C. Wei | 2020           |